# Madge Syers
Florence Madeleine „Madge“ Syers (născută Cave; n. 16 septembrie 1881, Middlesex, Anglia, Regatul Unit al Marii Britanii și Irlandei – d. 9 septembrie 1917, Weybridge, Anglia, Regatul Unit al Marii Britanii și Irlandei) a fost o patinatoare artistică ce a reprezentat Regatul Unit al Marii Britanii și Irlandei, medaliată olimpică. A participat la o ediție a Jocurilor Olimpice (1908) în care a câștigat o medalie de aur și o medalie de bronz.